# Ilovik (Čavle)
 Ilovik   (olaszul:  Ilovico ) falu Horvátországban, Tengermellék-Hegyvidék megyében. Közigazgatásilag Čavléhoz tartozik.

## Fekvése
Fiume központjától 6 km-re északra, községközpontjától 4 km-re északnyugatra, a Recsina bal partja felett fekszik.

## Története
A grobniki uradalom része volt, melynek urai 1225 és 1566 között a Frangepánok, majd később a Zrínyiek voltak, akik 1671-ig voltak birtokosai. Ezután 1725-ig a császári kamara, 1766-ig a Perlas grófok, 1872-ig a Batthyányak, majd 1945-ig amikor államosították a Turn-Taxis család birtoka volt.
A településnek 1857-ben 148, 1910-ben 106 lakosa volt. 1920 előtt Modrus-Fiume vármegye Sušaki járásához tartozott. 2011-ben a falunak 78 lakosa volt.

## Lakosság
| Lakosság változása | Lakosság változása | Lakosság változása | Lakosság változása | Lakosság változása | Lakosság változása | Lakosság változása | Lakosság változása | Lakosság változása | Lakosság változása | Lakosság változása | Lakosság változása | Lakosság változása | Lakosság változása | Lakosság változása | Lakosság változása |
| ------------------ | ------------------ | ------------------ | ------------------ | ------------------ | ------------------ | ------------------ | ------------------ | ------------------ | ------------------ | ------------------ | ------------------ | ------------------ | ------------------ | ------------------ | ------------------ |
| 1857               | 1869               | 1880               | 1890               | 1900               | 1910               | 1921               | 1931               | 1948               | 1953               | 1961               | 1971               | 1981               | 1991               | 2001               | 2011               |
| 148                | 197                | 203                | 91                 | 102                | 106                | 143                | 67                 | 47                 | 46                 | 41                 | 34                 | 17                 | 12                 | 14                 | 14                 |